# Libertadfängelset
Libertadfängelset, på spanska Penal de Libertad, är ett fängelse för män i departementet San José i Uruguay, vars namn kommer från sin geografiska närhet till staden Libertad. Fängelset fungerade åren 1972–1985 som högsäkerhetsfängelse under militär regi för att husera politiska fångar.  Dess officiella benämning under militärdiktaturen i Uruguay var Establecimiento Militar de Reclusión Nº1 (EMR1), på svenska Militär Interneringsanstalt Nr. 1. Efter militärdiktaturens fall och den därpå följande frigivningen av de sista politiska fångarna stängde anläggningen som militärfängelse för flera år framöver. Efter det används anläggningen åter som högsäkerhetsfängelse, men i civil regi.
Libertadfängelset var ett av de mest centrala instrumenten för politisk repression som militärregimen hade att använda sig av, för att straffa manliga politiska fångar, deras familjer och andra anhöriga samt hela samhällen, under en epok som av historiker refereras till som statsterrorism. Fängelset förknippas idag ur ett historiskt perspektiv främst med diktaturen, även om det invigdes och började brukas för internering av politiska fångar redan 1972, då landet ännu styrdes demokratiskt enligt sin konstitution. Under hela sin tid som militärfängelse utgjorde Libertadfängelset plats för flera brott mot mänskligheten, däribland fysisk tortyr, isolering och brott mot medborgerliga fri- och rättigheter.

## Historia
Konstruktionen av anstalten påbörjades redan 1935, med syftet att hysa en arbetskoloni, men på grund av brist på resurser blev slutförandet uppskjutet flera gånger och anläggningen kom inte till användning förrän på 1970-talet. Bakgrunden till Libertadfängelset som högsäkerhetsfängelse går att finna i landets 1960- och 1970-tal, som präglades av ekonomisk lågkonjunktur, inflation och medföljande politisk och social mobilisering. Detta gav - i kombination med impulser från bland annat den kubanska revolutionen - upphov till nya rörelser, vilka med tiden kom att möta allt hårdare repression från polis och senare även militär. I början av 1970-talet lades således grunden för ett nytt högsäkerhetsfängelse för att internera den stora mängd politiska fångar som ansamlades på andra fängelser och på militärkaserner.

### Bakgrund
Vid tiden för Koreakrigets slut var den uruguayanska ekonomin till hög grad bunden till krigförande länders konsumtion och import, vilket vid krigsslutet satte den uruguayanska ekonomin i gungning. I och med nedgången i export gick landet in i en ekonomisk kris, samtidigt som nya politiska rörelser växte fram och fackföreningsrörelsen blev alltmer enad, med återkommande strejker och ökande social konfliktnivå. Under hela 1960-talet började såväl väpnade höger- som vänstergrupper verka i landet, inte minst i Montevideo, landets enda storstad. Från 1967 började även stadsgerillan MLN-Tupamaros (hädanefter Tupamaros) utföra väpnade aktioner, till en början politiska rån, för att senare utföra en serie uppmärksammade kidnappningar av bland annat diplomater och journalister. Ett av de mest kända exemplen är kidnappningen och avrättningen av Dan Mitrione, en amerikansk federal agent som sades ha skickats till Uruguay för att utbilda landets polis och militär i upprorsbekämpning, däribland tortyrmetoder.
Från 1967 styrdes landet under långa perioder genom undantagstillstånd, under vad som av historiker benämns som den illegitima regeringsutövningen. Detta pågick fram till 1973 då president Juan María Bordaberry genomförde en kupp med hjälp av militärmakten och upplöste parlamentet. Innan dess hann den politiska och sociala oron eskalera ytterligare, med återkommande demonstrationer och arbetsnedläggelser, hot om generalstrejk och kuppförsök mot regeringen. Regeringen förde en repressiv politik mot såväl facken som mot landets politiska opposition, med hundratals fängslade som resultat - bland annat för misstankar om upprorsförsök. Under 1970 och 1971 genomfördes flera större utbrytningar från fängelser i Montevideo där politiska fångar hölls, däribland flykten från Cabildofängelset 30 juli 1971 då 38 kvinnliga fångar flydde genom en tunnel grävd under fängelset. En liknande massflykt genomfördes kort därpå samma år från fängelset i Punta Carretas, då 106 politiska fångar och 5 vanliga fångar flydde, även de genom en tunnel under fängelset - däribland stadsgerillan Tupamaros ledare Raúl Sendic.
Massrymningar av dessa slag, samt en plötslig ökning av politiska fångar, med anledning av en militär offensiv mot Tupamaros med start i april 1972, skapade ett behov av nya och säkrare fängelser. Den uruguayanska regeringens försvarsministerium beordrade således 10 augusti 1972, genom dekret 567/972, att det ofärdiga fängelset utanför Libertad skulle färdigställas och användas för internering av politiska fångar.

### Fängelset före och under diktaturen

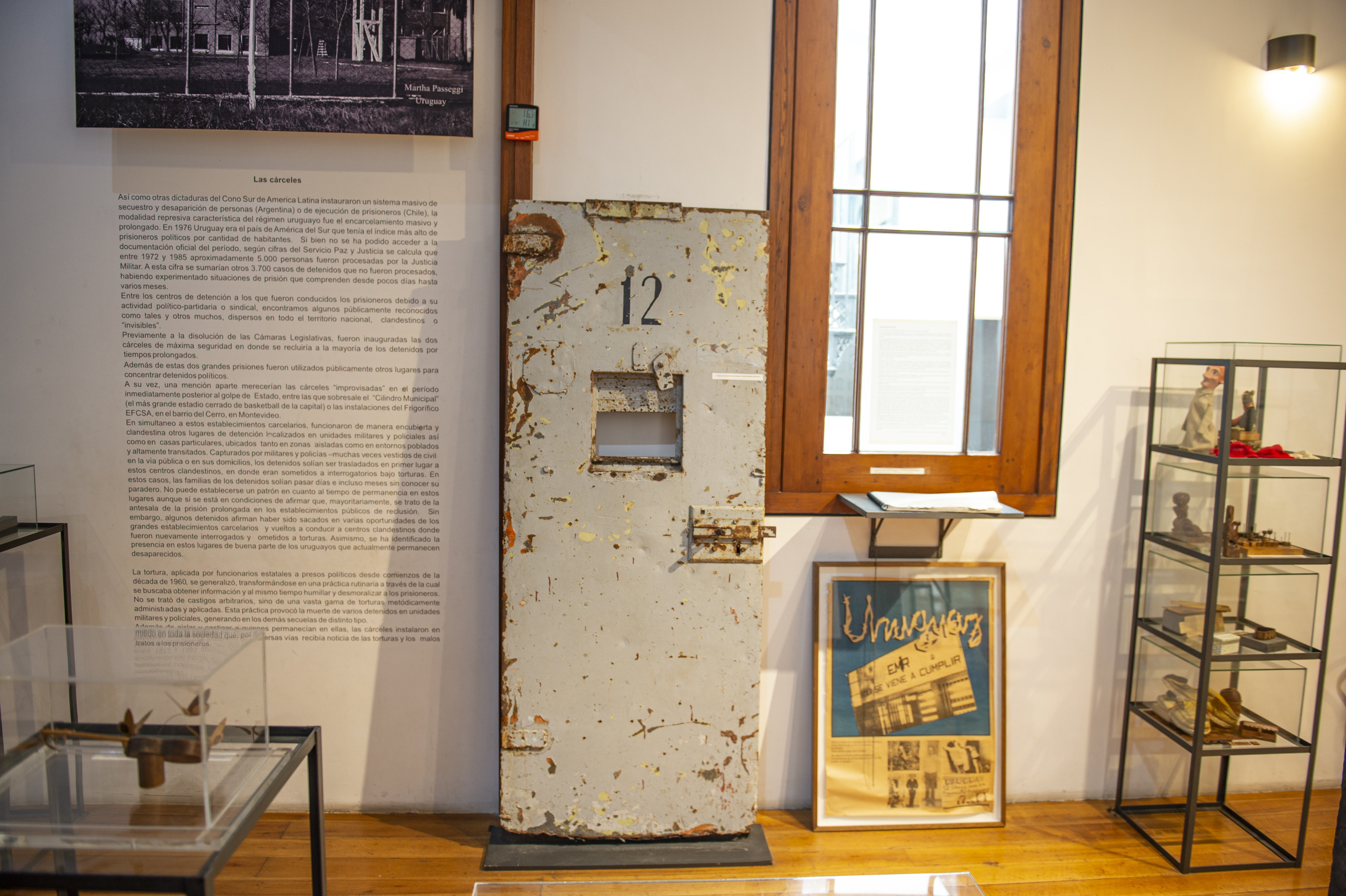
Celldörr från fängelset, utställd tillsammans med andra föremål på Museo de la Memoria i Montevideo.

Som fängelsets förste fånge räknas ofta journalisten och fackföreningsmannen Benigno Torres, som vid tillfället redan var politisk fånge och tilldelades nummer 001 vid förflyttningen till Libertadfängelset 1 oktober 1972. Totalt internerades under perioden 1972–1985 åtminstone 2872 politiska fångar i detta fängelse, samtliga män, av vilka över hundra personer räknas som mördade eller döda i suicid. De människor som internerades här var i många fall misstänkta, åtalade eller dömda för så kallade upprorsbrott, vilket inkluderade delaktighet i stadsgerillan och i politiska vänsterpartier såsom det socialistiska, det kristdemokratiska eller kommunistiska partiet. Även andra medborgare som anklagades för att störa allmän ordning och säkerhet kunde fängslas, däribland fackliga aktivister och ledare för andra politiska partier, samt i vissa fall religiösa minoriteter som ansågs utgöra hot eller risk för uppror mot staten. De hårdaste och längsta fängelsedomarna som utfärdades av militärens domstolar var 45 år - straff som inte kom att fullföljas, då en allmän amnesti kom på plats innan detta.
Libertadfängelset var indelat i olika sektorer, med en huvudbyggnad med plats för 950 fångar på fem olika våningsplan, och även gårdar och baracker där ytterligare 300 fångar hölls. Det fanns också särskild plats för bestraffning av fångar genom långvarig isolation och psykologisk tortyr inom fängelseområdet, kallad La Isla - Ön. Stora delar av verksamheten i fängelset organiserades av fångarna själva, med kök, verkstäder och även ett bibliotek. Biblioteket byggdes upp av fångarna själva, med stor bredd av skönlitterär och politisk litteratur, men utsattes för hård censur och utrensning 1974 då mellan 4000 och 10 000 volymer brändes upp på fängelseledningens order.
Fångarna kunde ta emot besök av anhöriga, dock under begränsade och övervakade former. Det var inte ovanligt att hustrur och barn utsattes för kränkande behandling i samband med besöken hos sina män och fäder, genom integritetskränkande kroppsvisiteringar och censur av teckningar och brev.
En av de aktiviteter som fångarna sysselsatte sig med, och organiserade tillsammans, var pyssel och konstruktion av leksaker och böcker. Eftersom flera av de intagna var hantverkskunniga, och många även konstnärer, fanns det gott om kompetens som gjorde att man tillsammans kunde åstadkomma en serieliknande tillverkning av leksaker till de intagnas barn.

### Efterspel

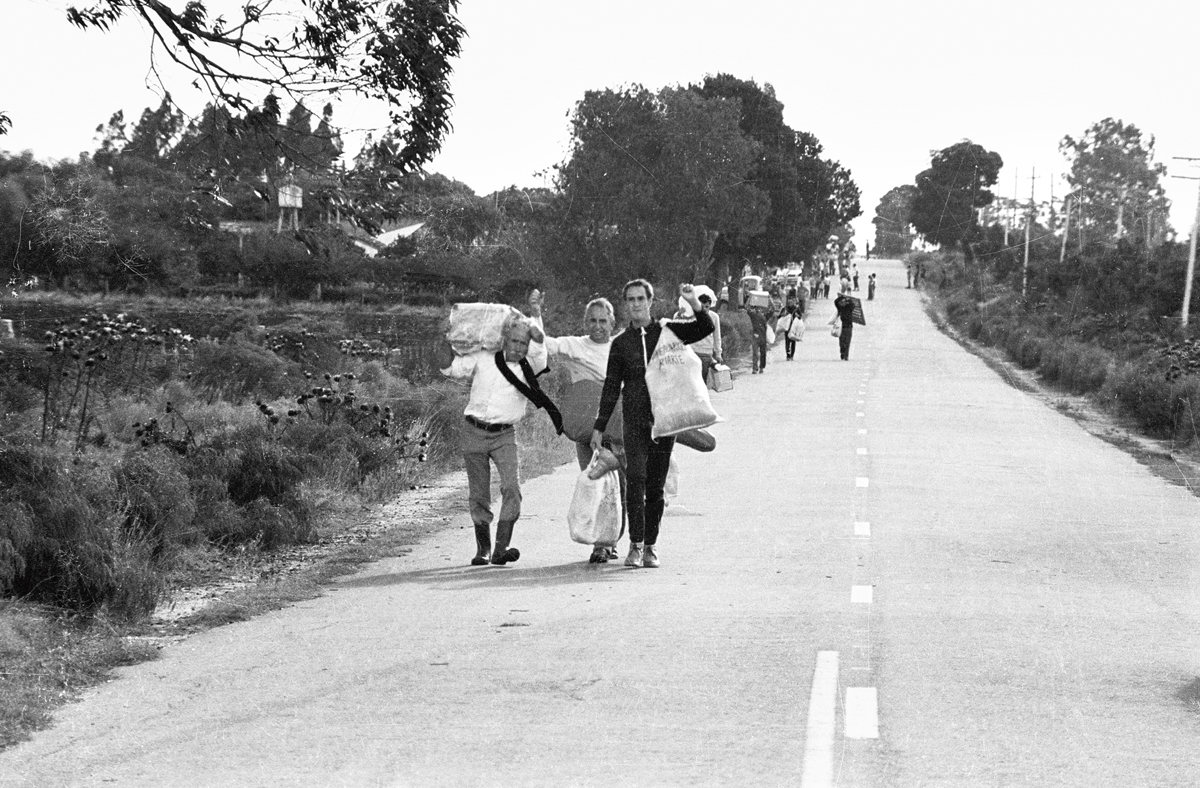
Frigivna fångar lämnar Libertadfängelset till fots, mellan 10 och 14 mars 1985.

Mot slutet av diktaturen återstod ännu många politiska fångar, även när landet i november 1984 höll sitt första demokratiska val sedan 1971. Vid tiden för valet satt ännu många politiska företrädare fängslade, däribland ledare för vänsterkoalitionen Frente Amplio och Tupamaros. De sista politiska fångarna frigavs i mars 1985, efter att den nytillträdde presidenten Julio María Sanguinetti godkänt en lag som gav amnesti för såväl politiska fångar som militärer. Efter frigivningen av de sista fångarna stängde också Libertadfängelset som militärfängelse.

## Libertadfängelset efter 1985
Fängelset används återigen som högsäkerhetsfängelse, för fångar dömda enligt den civila och konstitutionella ordning som råder i landet sedan diktaturens avskaffande.
2017 invigdes ett minnesmonument i nära anslutning till fängelset, i utkanten av staden Libertad, på den plats från vilken anhöriga till fångar fick gå till fots för att besöka sina närstående i fängelset.